# Oscar/Bester Dokumentar-Kurzfilm
Die Seite listet sämtliche Filme, die für den Oscar für den besten Dokumentar-Kurzfilm nominiert waren bzw. diese Auszeichnung erhielten. Der erste Oscar in dieser Kategorie wurde 1942 für Filme des Jahres 1941 vergeben.

## 1942–1950
| Jahr | Preisträger                                           | für den Film                           | Nominierungen |
| 1942 | National Film Board of Canada                         | Churchill’s Island                     | Film Associates für Adventure in the Bronx United States Office of War Information für Bomber British Ministry of Information für Christmas Under Fire British Ministry of Information für A Letter from Home 20th Century Fox für Life of a Thoroughbred The March of Time für Norway in Revolt Philadelphia Housing Authority für A Place to Live Amkino für Russian Soil 20th Century Fox für Soldiers of the Sky National Film Board of Canada für Warclouds in the Pacific |
| 1943 | nicht vergeben                                        |                                        | |
| 1944 | United States Navy Field Photographic Branch          | Der 7. Dezember                        | RKO Radio für Children of Mars Metro-Goldwyn-Mayer für Plan for Destruction United States Office of War Information für Swedes in America Walter Wanger Productions für To the People of the United States United States Navy Bureau of Aeronautics für Tomorrow We Fly The March of Time für Youth in Crisis |
| 1945 | United States Marine Corps                            | With the Marines at Tarawa             | United States Office of War Information für Hymn of the Nations RKO Radio für New Americans |
| 1946 | Warner Bros.                                          | Hitler Lives                           | United States Office of War Information für Library of Congress United States Marine Corps für To the Shores of Iwo Jima |
| 1947 | U.S. War Department                                   | Seeds of Destiny                       | 20th Century Fox für Atomic Power Artkino Pictures für Life at the Zoo Paramount Pictures für Paramount News Issue No. 37 Metro-Goldwyn-Mayer für Traffic with the Devil |
| 1948 | United Nations Division of Films and Visual Education | First Steps                            | Frederic Ullman junior für Passport to Nowhere Australian News and Information Bureau für School in the Mailbox |
| 1949 | United States Army                                    | Toward Independence                    | Herbert Morgan für Heart to Heart United States Army Air Forces für Operation Vittles |
| 1950 | Richard de Rochemont Edward Selzer                    | A Chance to Live So Much for So Little | Coopérative Générale du Cinéma Français für 1848 St. Francis-Xavier University Nova Scotia für The Rising Tide |

## 1951–1960
| Jahr | Preisträger                      | für den Film                    | Nominierungen |
| 1951 | Edmund Reek                      | Why Korea?                      | Guy Glover für The Fight: Science Against Cancer Film Documents, Inc. für The Stairs |
| 1952 | Fred Zinnemann                   | Benjy                           | Owen Crump für One Who Came Back Gordon Hollingshead für The Seeing Eye |
| 1953 | Norman McLaren                   | Neighbours                      | Herbert Morgan für Devil Take Us Alberto Ancilotto für Epeira Diadema Stephen Bosustow für Man Alive                                                                                     |
| 1954 | Walt Disney                      | The Alaskan Eskimo              | John Barnes für The Living City United States Army Signal Corps für Operation Blue Jay James Carr für They Planted a Stone John Healy, John Adams für The Word                           |
| 1955 | World Wide Pictures, Morse Films | Thursday’s Children             | Otto Lang für Jet Carrier Morrie Roizman für Rembrandt: A Self-Portrait |
| 1956 | Walt Disney                      | Unternehmen Arktis              | Dore Schary für The Battle of Gettysburg Wilbur T. Blume für The Face of Lincoln |
| 1957 | Louis Clyde Stoumen              | The True Story of the Civil War | Charles Guggenheim & Assocs. für A City Decides John Healy für The Dark Wave Valentine Davies für The House Without a Name Ward Kimball für Man in Space (Folge 20 der Serie Disneyland) |
| 1958 | nicht vergeben                   |                                 | |
| 1959 | Ben Sharpsteen                   | Ama Girls                       | Kenneth G. Brown für Employees Only Ian Ferguson für Journey Into Spring Tom Daly für The Living Stone Thorold Dickinson für Overture/Ouverture                                          |
| 1960 | Bert Haanstra                    | Glas                            | Walt Disney für Donald in Mathmagic Land Edward F. Cullen für From Generation to Generation                                                                                              |

## 1961–1970
| Jahr | Preisträger                            | für den Film           | Nominierungen |
| 1961 | James Hill                             | Giuseppina             | United States Information Agency für Beyond Silence Statens Filmcentral für En by ved navn København Charles Carey, Altina Carey für George Grosz’ Interregnum Colin Low für Der Himmel über uns                                    |
| 1962 | Frank P. Bibas                         | Project Hope           | United States Air Force für Breaking the Language Barrier Jim O’Connor, Tom Hayes für Cradle of Genius Dido-Film GmbH für Kahl Benedetto Benedetti für L’uomo in grigio                                                             |
| 1963 | Jack Howells                           | Dylan Thomas           | William L. Hendricks für The John Glenn Story Robert Saudek für The Road to the Wall |
| 1964 | Simon Schiffrin                        | Chagall                | George Stevens junior für The Five Cities of June Algernon G. Walker für The Spirit of America Edgar Anstey für Thirty Million Letters Mel London für To Live Again                                                                 |
| 1965 | Guggenheim Productions                 | Nine from Little Rock  | Henry Jacobs, John Korty für Breaking the Habit Guggenheim Productions für Children Without National Film Board of Canada für Eskimokünstlerin Kenojuak Geoffrey Scott, Oxley Hughan für One Hundred and Forty Days Under the World |
| 1966 | Francis Thompson                       | To Be Alive!           | Kirk Smallman für Mural on Our Street Hungarofilm für Nyitány National Tuberculosis Association für Point of View Patrick Carey, Joe Mendoza für Die Heimat des Dichters Yeats                                                      |
| 1967 | Edmond Levy                            | A Year Toward Tomorrow | Marin Karmitz, Vladimir Forgency für Adolescence Michael Ahnemann, Gary Schlosser für Cowboy Lee R. Bobker Helen Kristt Radin für The Odds Against Hungarofilm für Részletek J. S. Bach Máté passiójából                            |
| 1968 | Mark Jonathan Harris, Trevor Greenwood | The Redwoods           | Charles Guggenheim für Monument to the Dream Christopher Chapman für A Place to Stand Robert Fitchett für See You at the Pillar Carl V. Ragsdale für While I Run This Race                                                          |
| 1969 | Saul Bass                              | Why Man Creates        | Fali Bilimoria für The House That Ananda Built Lee R. Bobker für The Revolving Door Thomas P. Kelly junior für A Space to Grow Dan E. Weisburd für A Way Out of the Wilderness                                                      |
| 1970 | Denis Sanders, Robert M. Fresco        | Czechoslovakia 1968    | Donald Wrye für An Impression of John Steinbeck: Writer Joan Horvath für Jenny Is a Good Thing Arthur H. Wolf, Russell A. Mosser für Leo Beuerman Joan Keller Stern für The Magic Machines                                          |

## 1971–1980
| Jahr | Preisträger                                                      | für den Film                       | Nominierungen |
| 1971 | Joseph Strick                                                    | Interviews with My Lai Veterans    | Robert Gene McBride für The Gifts Robert „Bob“ Aller für A Long Way from Nowhere Vivien Carey, Patrick Carey für Oisín Horst Dallmayr, Robert Ménégoz für Time Is Running Out                                                |
| 1972 | Manuel Arango, Robert Amram                                      | Centinelas del silencio            | Han van Gelder für Adventures in Perception Julian Krainin, DeWitt Sage für Art Is… Donald Wrye für The Numbers Start with the River Hal Riney, Dick Snider, Woody Omens für Somebody Waiting                                |
| 1973 | Charles Huguenot van der Linden, Martina Huguenot van der Linden | Deze kleine wereld                 | Peter Schamoni für Hundertwassers Regentag Giorgio Treves für K-Z Tadeusz Jaworski für Selling Out Humphrey Swingler für The Tide of Traffic                                                                                 |
| 1974 | Julian Krainin, DeWitt Sage                                      | Princeton: A Search for Answers    | Carmen D’Avino für Background Louis Marcus für Páistí ag obair Albert Maysles, David Maysles für Christo’s Valley Curtain Terry Sanders, June Wayne für Four Stones for Kanemitsu                                            |
| 1975 | Robin Lehman                                                     | Don’t                              | Francis Thompson für City Out of Wilderness Jon Boorstin für Exploratorium Dewitt Jones, Lesley Foster für John Muir’s High Sierra Ronald S. Kass, Mervyn Lloyd für Naked Yoga                                               |
| 1976 | Claire Wilbur, Robin Lehman                                      | The End of the Game                | Jon Else, Steven Kovacs, Kristine Samuelson für Arthur and Lillie Manfred Baier für Millions of Years Ahead of Man George Casey für Probes in Space Barrie Howells, Michael J. F. Scott für Whistling Smith                  |
| 1977 | Lynne Littman                                                    | Number Our Days                    | Sparky Greene für American Shoeshine Tony Ianzelo, Andy Thomson für Blackwood John Armstrong für The End of the Road Lester Novros für Universe                                                                              |
| 1978 | John C. Joseph, Jan Stussy                                       | Gravity Is My Enemy                | Moctesuma Esparza für Agueda Martinez: Our People, Our Country Helen Whitney, DeWitt Sage für First Edition James R. Messenger, Paul N. Raimondi für Of Time, Tombs and Treasures Douglas Gordon für The Shetland Experience |
| 1979 | Jacqueline M. Phillips Shedd, Ben Shedd                          | The Flight of the Gossamer Condor  | Jerry Aronson für The Divided Trail: A Native American Odyssey K. K. Kapil für An Encounter with Faces August Cinquegrana für Goodnight Miss Ann J. Gary Mitchell für Squires of San Quentin                                 |
| 1980 | Saul J. Turell                                                   | Paul Robeson: Tribute to an Artist | Risto Teofilovski für Dae Donald A. Connolly, James R. Messenger für Koryo Celadon Phillip Borsos für Nails Dick Young für Remember Me                                                                                       |

## 1981–1990
| Jahr | Preisträger                    | für den Film                         | Nominierungen |
| 1981 | Roland Hallé, Peter W. Ladue   | Karl Hess: Toward Liberty            | John Watson, Pen Densham für Don’t Mess with Bill George Casey für The Eruption of Mount St. Helens! Dick Young für It’s the Same World Richard C. Hawkins, Jorge Preloran für Luther Metke at 94                                                                    |
| 1982 | Nigel Noble                    | Close Harmony                        | Obie Benz für Americas in Transition Dick Young für Journey for Survival Linda Rogers-Ambury, Pam LeBlanc, Freddi Stevens-Jacobi für See What I Say Roland Hallé, John Hoover für Urge to Build                                                                      |
| 1983 | Edward Le Lorrain, Terre Nash  | If You Love This Planet              | Robert Richter für Gods of Metal Charles Guggenheim, Werner Schumann für The Klan: A Legacy of Hate in America Freida Lee Mock für To Live or Let Die John G. Avildsen für Traveling Hopefully                                                                       |
| 1984 | Cynthia Scott, Adam Symansky   | Flamenco at 5:15                     | Vivienne Verdon-Roe, Eric Thiermann für In the Nuclear Shadow: What Can the Children Tell Us? Arthur Dong für Sewing Woman Bob Eisenhardt für Spaces: The Architecture of Paul Rudolph Dea Brokman, Ilene Landis für Ihr zent frei                                   |
| 1985 | Marjorie Hunt, Paul Wagner     | The Stone Carvers                    | Gary Bush, Paul T.K. Lin für The Children of Soong Ching Ling Ben Achtenberg, Joan Sawyer für Code Gray: Ethical Dilemmas in Nursing Lawrence Hott, Roger M. Sherman für The Garden of Eden Irina Kalinina für Wospominanija o Pawlowske (Recollections of Pavlovsk) |
| 1986 | David Goodman                  | Witness to War: Dr. Charlie Clements | Robert H. Gardner für The Courage to Care Michael Crowley, Jim Wolpaw für Keats and His Nightingale: A Blind Date Barbara Willis Sweete für Making Overtures: The Story of a Community Orchestra Alan Edelstein für The Wizard of the Strings                        |
| 1987 | Vivienne Verdon-Roe            | Women – for America, for the World   | Alison Nigh-Strelich für Debonair Dancers Sonya Friedman für The Masters of Disaster Thomas L. Neff, Madeline Bell für Red Grooms: Sunflower in a Hothouse Aaron D. Weisblatt für Sam                                                                                |
| 1988 | Sue Marx, Pamela Conn          | Young at Heart                       | Deborah Dickson für Frances Steloff: Memoirs of a Bookseller František Daniel, Izak Ben-Meir für In the Wee Wee Hours... Megan Williams für Language Says It All Lynn Mueller für Silver Into Gold                                                                   |
| 1989 | Bill Guttentag, Malcolm Clarke | You Don’t Have to Die                | Karen Goodman für The Children’s Storefront Lise Yasui, Ann Tegnell für The Family Gathering Thomas B. Fleming, Daniel Marks für Gang Cops Nancy Hale, Meg Partridge für Portrait of Imogen                                                                          |
| 1990 | Charles Guggenheim             | The Johnstown Flood                  | David Petersen für Fine Food, Fine Pastries, Open 6 to 9 Ray Errol Fox für Yad Vashem: Preserving the Past to Ensure the Future |

## 1991–2000
| Jahr | Preisträger                                                  | für den Film                                                            | Nominierungen |
| 1991 | Steven Okazaki                                               | Days of Waiting                                                         | Kit Thomas für Burning Down Tomorrow Karen Goodman, Kirk Simon für Chimps: So Like Us Derek Bromhall für Journey Into Life: The World of the Unborn Freida Lee Mock, Terry Sanders für Rose Kennedy: A Life to Remember                                                                                             |
| 1992 | Debra Chasnoff                                               | Deadly Deception: General Electric, Nuclear Weapons and Our Environment | Éric Valli, Alain Majani d’Inguimbert für Chasseurs des ténèbres Immy Humes für A Little Vicious David McGowan für The Mark of the Maker Bill Couturié, Bernard Edelman für Memorial: Letters from American Soldiers                                                                                                |
| 1993 | Thomas C. Goodwin (Posthume Auszeichnung) Gerardine Wurzburg | Educating Peter                                                         | Geoffrey O’Connor für At the Edge of Conquest: The Journey of Chief Wai-Wai Wendy L. Weinberg für Beyond Imagining: Margaret Anderson and the “Little Review” Richard Elson, Sally Bochner für The Colours of My Father: A Portrait of Sam Borenstein Dorothy Fadiman für When Abortion Was Illegal: Untold Stories |
| 1994 | Margaret Lazarus, Renner Wunderlich                          | Defending Our Lives                                                     | Steven Cantor, Peter Spirer für Blood Ties: The Life and Work of Sally Mann Elaine Holliman, Jason Schneider für Chicks in White Satin |
| 1995 | Charles Guggenheim                                           | A Time for Justice                                                      | Vince DiPersio, Bill Guttentag für Blues Highway Marcel Łoziński für 89 mm od Europy Robert Richter für School of the Americas Assassins Dee Mosbacher, Frances Reid für Straight from the Heart |
| 1996 | Kary Antholis                                                | One Survivor Remembers                                                  | Nancy Dine, Richard Stilwell für Jim Dine: A Self-Portrait on the Walls Greg MacGillivray, Alec Lorimore für Wunderwelt der Meere Terry Sanders, Freida Lee Mock für Never Give Up: The 20th Century Odyssey of Herbert Zipper Charles Guggenheim für The Shadow of Hate                                            |
| 1997 | Jessica Yu                                                   | Breathing Lessons: The Life and Work of Mark O’Brien                    | Jeffrey Marvin, Bayley Silleck für Cosmic Voyage Perry Wolff für An Essay on Matisse Susanne Simpson, Ben Burtt für Special Effects: Anything Can Happen Paul Seydor, Nick Redman für The Wild Bunch: An Album in Montage                                                                                           |
| 1998 | Donna Dewey, Carol Pasternak                                 | A Story of Healing                                                      | George Casey, Paul Novros für Alaska – Die raue Eiswelt Kieth Merrill, Jonathan Stern für Amazon Terri Randall für Family Video Diaries: Daughter of the Bride Mel Damski, Andrea Blaugrund für Still Kicking: The Fabulous Palm Springs Follies                                                                    |
| 1999 | Keiko Ibi                                                    | The Personals: Improvisations on Romance in the Golden Years            | Charles Guggenheim für A Place in the Land Shui-Bo Wang, Donald McWilliams für Sunrise Over Tiananmen Square |
| 2000 | Susan Hannah Hadary, William A. Whiteford                    | King Gimp                                                               | Bert Van Bork für Eyewitness Simeon Soffer, Jonathan Stack für The Wildest Show in the South: The Angola Prison Rodeo |

## 2001–2010
| Jahr | Preisträger                         | für den Film                                       | Nominierungen |
| 2001 | Tracy Seretean                      | Big Mama                                           | Charles Braverman, Steven B. Kalafer für Curtain Call Greg MacGillivray, Alec Lorimore für Delfine Daniel Raim für The Man on Lincoln’s Nose Eric Simonson, Leelai Demoz für On Tiptoe: Gentle Steps to Freedom                                                                           |
| 2002 | Sarah Kernochan, Lynn Appelle       | Thoth                                              | Lianne Klapper-McNally für Artists and Orphans: A True Drama Freida Lee Mock, Jessica Sanders für Sing! |
| 2003 | Bill Guttentag, Robert David Port   | Twin Towers                                        | Alice Elliott für The Collector of Bedford Street Robert Hudson, Robert Houston für Mighty Times: The Legacy of Rosa Parks Roger Weisberg, Murray Nossel für Why Can’t We Be a Family Again?                                                                                              |
| 2004 | Maryann DeLeo                       | Chernobyl Heart                                    | Sandy McLeod, Gini Reticker für Asylum Katja Esson für Ferry Tales |
| 2005 | Robert Hudson, Robert Houston       | Mighty Times: The Children’s March                 | Gerardine Wurzburg für Autism Is a World Hanna Polak, Andrzej Celiński für The Children of Leningradsky Erin Faith Young, Hubert Davis für Hardwood Oren Jacoby, Steven B. Kalafer für Sister Rose’s Passion                                                                              |
| 2006 | Corinne Marrinan, Eric Simonson     | A Note of Triumph: The Golden Age of Norman Corwin | Kimberlee Acquaro, Stacy Sherman für God Sleeps in Rwanda Dan Krauss für The Death of Kevin Carter: Casualty of the Bang Bang Club Steven Okazaki für The Mushroom Club |
| 2007 | Ruby Yang, Thomas Lennon            | The Blood of Yingzhou District                     | Leslie Iwerks, Mike Glad für Recycled Life Karen Goodman, Kirk Simon für Rehearsing a Dream Nathaniel Kahn, Susan Rose Behr für Two Hands – The Leon Fleisher Story |
| 2008 | Cynthia Wade, Vanessa Roth          | Freeheld                                           | Amanda Micheli, Isabel Vega für La Corona Tim Sternberg, Francisco Bello für Salim Baba James Longley für Sari’s Mother |
| 2009 | Megan Mylan                         | Smile Pinki                                        | Steven Okazaki für The Conscience of Nhem En Irene Taylor Brodsky, Tom Grant für The Final Inch Adam Pertofsky, Margaret Hyde für The Witness from the Balcony of Room 306 |
| 2010 | Roger Ross Williams, Elinor Burkett | Music by Prudence                                  | Jon Alpert, Matthew O’Neill für China’s Unnatural Disaster: The Tears of Sichuan Province Daniel Junge, Henry Ansbacher für The Last Campaign of Governor Booth Gardner Steven Bognar, Julia Reichert für The Last Truck: Closing of a GM Plant Bartosz Konopka, Anna Wydra für Mauerhase |

## 2011–2020
| Jahr | Preisträger                             | für den Film                                           | Nominierungen |
| 2011 | Karen Goodman und Kirk Simon            | Strangers No More                                      | Jed Rothstein für Killing in the Name Sara Nesson für Poster Girl Jennifer Redfearn und Tim Metzger für Sun Come Up Ruby Yang und Thomas Lennon für The Warriors of Qiugang |
| 2012 | Daniel Junge und Sharmeen Obaid-Chinoy  | Saving Face                                            | Rebecca Cammisa und Julie Anderson für Gott ist größer als Elvis Robin Fryday und Gail Dolgin für The Barber of Birmingham: Foot Soldier of the Civil Rights Movement James Spione für Incident in New Baghdad Lucy Walker und Kira Carstensen für The Tsunami and the Cherry Blossom |
| 2013 | Sean Fine und Andrea Nix Fine           | Inocente                                               | Sari Gilman und Jedd Wider für Kings Point Cynthia Wade und Robin Honan für Mondays at Racine Kief Davidson und Cori Shepherd Stern für Open Heart Jon Alpert und Matthew O’Neill für Redemption                                                                                      |
| 2014 | Malcolm Clarke Nicholas Reed            | The Lady in Number 6                                   | Jeffrey Karoff für CaveDigger Jason Cohen für Facing Fear Sara Ishaq für Karama Has No Walls Edgar Barens für Prison Terminal: The Last Days of Private Jack Hall |
| 2015 | Ellen Goosenberg Kent Dana Perry        | Crisis Hotline: Veterans Press 1                       | Aneta Kopacz für Joanna Tomasz Śliwiński und Maciej Ślesicki für Our Curse Gabriel Serra Argüello für The Reaper J. Christian Jensen für White Earth |
| 2016 | Sharmeen Obaid-Chinoy                   | A Girl in the River: The Price of Forgiveness          | David Darg und Bryn Mooser für Body Team 12 Courtney Marsh und Jerry Franck für Chau, Beyond the Lines Adam Benzine für Claude Lanzmann: Spectres of the Shoah Dee Hibbert-Jones und Nomi Talisman für Last Day of Freedom                                                            |
| 2017 | Orlando von Einsiedel Joanna Natasegara | Die Weißhelme                                          | Daphne Matziaraki für 4.1 Miles Dan Krauss für Extremis Kahane Cooperman und Raphaela Neihausen für Joe’s Violin Marcel Mettelsiefen und Stephen Ellis für Das Schicksal der Kinder von Aleppo                                                                                        |
| 2018 | Frank Stiefel                           | Heaven Is a Traffic Jam on the 405                     | Laura Checkoway und Thomas Lee Wright für Edith+Eddie Elaine McMillion Sheldon und Kerrin Sheldon für Heroin(e) Thomas Lennon für Knife Skills Kate Davis und David Heilbroner für Traffic Stop                                                                                       |
| 2019 | Rayka Zehtabchi Melissa Berton          | Stigma Monatsblutung                                   | Ed Perkins und Jonathan Chinn für Black Sheep Rob Epstein und Jeffrey Friedman für Endspiel Skye Fitzgerald und Bryn Mooser für Lifeboat Marshall Curry für A Night at The Garden |
| 2020 | Carol Dysinger Elena Andreicheva        | Learning to Skateboard in a Warzone (If You’re a Girl) | Yi Seung-jun und Gary Byung-Seok Kam für In the Absence John Haptas und Kristine Samuelson für Vom Leben überholt Smriti Mundhra und Sami Khan für St. Louis Superman Laura Nix und Colette Sandstedt für Walk Run Cha-Cha                                                            |

## 2021–2030
| Jahr | Preisträger                    | für den Film                  | Nominierungen |
| ---- | ------------------------------ | ----------------------------- | --- |
| 2021 | Anthony Giacchino Alice Doyard | Colette                       | Ben Proudfoot und Kris Bowers für A Concerto Is a Conversation Anders Sømme Hammer und Charlotte Cook für Do Not Split Skye Fitzgerald und Michael Scheuerman für Hunger Ward Sophia Nahli Allison und Janice Duncan für A Love Song for Latasha |
| 2022 | Ben Proudfoot                  | The Queen of Basketball       | Jay Rosenblatt für Als wir Tyrannen waren Geoff McLean und Matthew Ogens für Hörbar Pedro Kos und Jon Shenk für Nach Hause Elizabeth Mirzaei und Gulistan Mirzaei für Drei Lieder für Benazir                                                    |
| 2023 | Kartiki Gonsalves Guneet Monga | Die Elefantenflüsterer        | Jewgenija Germanowna Arbugajewa, Maxim Germanowitsch Arbugajew für Haulout Jay Rosenblatt für How Do You Measure a Year? Anne Alvergue, Beth Levison für The Martha Mitchell Effect Joshua Seftel, Conall Jones für Stranger at the Gate         |
| 2024 | Kris Bowers Ben Proudfoot      | The Last Repair Shop          | Trish Adlesic und Sheila Nevins für Das ABC des Buchverbots John Hoffman und Christine Turner für The Barber of Little Rock S. Leo Chiang und Jean Tsien für Island in Between Sam A. Davis und Sean Wang für Nǎi Nai & Wài Pó                   |
| 2025 | Molly O’Brien Lisa Remington   | Die einzige Frau im Orchester | Janique L. Robillard und Kim A. Snyder für Death by Numbers Maya Gnyp und Smriti Mundhra für I Am Ready, Warden Jamie Kalven und Bill Morrison für Incident Eric Nyari und Ema Ryan Yamazaki für Instruments of a Beating Heart                  |